# Polizeiruf 110: Ball der einsamen Herzen
Ball der einsamen Herzen ist ein deutscher Kriminalfilm von Helmut Krätzig aus dem Jahr 1990. Der Fernsehfilm erschien als 140. Folge der Filmreihe Polizeiruf 110.

## Handlung
Klaus-Peter Kern hat einen Schlag bei Frauen und nutzt dieses für seine kriminellen Machenschaften. Zusammen mit seinem Komplizen Jürgen Honz treten sie bei Tanzveranstaltungen in Aktion. Während Honz im Hintergrund bleibt, stiehlt Kern die Wohnungsschlüssel der einsamen Damen, um sie unbemerkt an seinen Partner weiterzuleiten. Dieser fährt dann zu den Wohnungen, um Geld und Wertgegenstände zu stehlen. Anschließend finden die Schlüssel ihren Weg zurück in die Handtaschen. Nach mehreren erfolgreichen Versuchen wird Honz in der Wohnung von Frau Storch durch deren Tochter ertappt. Beim Gerangel mit Honz erleidet die Tochter schwere Verletzungen. Die Kriminalpolizei beginnt ihre Arbeit und ist den Tätern bald auf der Spur, da die beiden Täter zu viele Spuren hinterlassen. So brechen sie mehrmals in Kurkliniken ein, um dem rückenkranken Klaus-Peter Kern mit Schlammpackungen und Wasserbehandlungen Linderung zu verschaffen. Zwischenzeitlich finden sie Unterschlupf bei der mannstollen Elvira Barthel. Bei einem weiteren Einbruch erleidet Jürgen Honz einen Schock, als er sich in einem Schlangenkäfig wiederfindet.

## Produktion
Der Film erlebte am 2. September 1990 im 1. Programm des Fernsehens der DDR seine Premiere. Die Zuschauerbeteiligung lag bei über 20 Prozent.
Es war die 140. Folge der Filmreihe Polizeiruf 110. Hauptkommissar Fuchs ermittelte in seinem 78. Fall, Oberkommissar Grawe in seinem 27. Fall.